# Ford Bronco
Il Ford Bronco è un SUV prodotto dalla casa automobilistica statunitense Ford dal 1965 al 1996 in cinque serie e poi di nuovo dal 2021 in una sesta serie. La prima serie di questo veicolo faceva parte della categoria dei compact SUV, mentre tutte le serie successive appartenevano alla tipologia dei full-size SUV.
A 24 anni di distanza, nel 2020, è stata presentata la sesta generazione del Bronco, la quale riprende la filosofia costruttiva e le forme della prima generazione, che comprende due versioni distinte: una con telaio a longheroni a 2 porte e 4 porte (su base Ranger) e la versione SUV (su base Escape) chiamata Ford Bronco Sport.

## Il contesto
Il Ford Bronco è stato introdotto nell'agosto 1965 per competere con SUV compatti come il Jeep CJ-5 e l'International Harvester Scout, e venne costruito su un pianale che non era condiviso con nessun altro modello. Il restyling del 1978 cambiò profondamente il modello, tanto da spostarlo di categoria: da compact diventò full-size. Il Ford Bronco venne da quell'anno costruito sul telaio accorciato dei Ford F-Series per competere con gli omologhi Chevrolet K5 Blazer. Era disponibile in un solo tipo di carrozzeria, SUV due porte. Il motore era anteriore, mentre la trazione era integrale o posteriore.
I Ford Bronco full size e il loro successore Expedition vennero prodotti nello stabilimento Ford di Wayne, nel Michigan, dove si assemblavano comunemente autocarri. Venne anche costruito in Venezuela.
Il Ford Bronco entrò nella cultura popolare il 17 giugno 1994, quando un esemplare bianco del 1993, che apparteneva a Al Cowlings, amico di O. J. Simpson, fu protagonista di un inseguimento tra i due e la polizia di Los Angeles, dopo che avvenne l'omicidio di Ronald Goldman e della moglie di Simpson.

## Prima serie (1965-1977)
La prima serie di Bronco venne lanciata sul mercato come fuoristrada per competere con i Jeep CJ e l'International Harvester Scout. Questa generazione di Bronco era stata costruita su un telaio piuttosto corto, 2337 mm, e venne concepita per essere adatto ai tragitti su terreni impervi. Era perciò inadatto all'uso in città. Il Bronco fu il primo SUV compatto della Ford: la nicchia dei SUV medi e compatti della Ford sarebbe stata occupata in seguito dal Bronco II, dall'Explorer e dal Escape, che vennero realizzati sulla base del pick-up di Casa, il Ranger.
L'idea di commercializzare un veicolo con le caratteristiche del Bronco venne al product manager della Ford, Donald Nelson Frey, che concepì anche la Mustang. Questa idea venne poi messa in pratica da Lee Iacocca. Il Ford Bronco possedeva, a differenza della Mustang, caratteristiche maggiormente peculiari; infatti, la Mustang era basata sulla Ford Falcon, mentre il Bronco aveva il telaio, le sospensioni e la carrozzeria che non derivavano da nessun altro veicolo.
Il Bronco venne progettato dall'ingegnere Paul G. Axelrad. Sebbene gli assali e i freni derivassero da quelli del Ford F-100, cioè da un pick-up a quattro ruote motrici, l'avantreno era caratterizzato da bracci sovrapposti (installati per contrastare le spinte longitudinali; erano montati tra il telaio e la zona posteriore della trasmissione, subito davanti all'asse) e una barra stabilizzatrice laterale, il che permise l'utilizzo di molle elicoidali e consentì di ottenere un diametro di sterzata di 10,4 m, un'ampia escursione della ruota e un beccheggio ridotto, utile per l'utilizzo del veicolo come spazzaneve. Le sospensioni posteriori erano più convenzionali, con balestre tipo Hotchkiss. Nella dotazione di serie erano presenti una scatola di rinvio della Dana Corporation, dei mozzi bloccabili all'avantreno e, come optional, delle sospensioni ad alte prestazioni.
Il motore che venne offerto all'inizio della commercializzazione del Bronco fu un sei cilindri in linea da 2,8 L di cilindrata. Questo propulsore possedeva punterie a bicchiere, un carter da 6 L, una pompa del carburante ad alte prestazioni, il filtro aria a bagno d'olio e un carburatore con vaschetta predisposta per i viaggi in forte pendenza.
Il design della linea era subordinato alla semplicità e all'economia, così i vetri erano piatti, i paraurti erano formati da elementi a forma di “C”, il telaio era una struttura scatolata, e l'architettura delle portiere destra e sinistra era identica, ad eccezione degli attacchi.
I primi Bronco vennero proposti con carrozzeria wagon, la sempre popolare versione con abitacolo a due posti, e la meno diffusa configurazione aperta. Quest'ultima venne però presto tolta dal mercato, ma in aggiunta fu disponibile un allestimento sportivo.
Il prezzo base era di 2194 dollari, ma era offerta una lunga lista di optional, tra cui i sedili anteriori singoli e quelli posteriori a divanetto, il contagiri, la radio che riceveva frequenze di categoria “banda cittadina”, oltre al gancio di traino, alla presa di potenza, al dispositivo spazzaneve, al verricello ed alla trivella. Componenti disponibili grazie all'aftermarket erano l'allestimento per convertire il mezzo in un camper, l'overdrive, delle ruote speciali, il telaio per gli pneumatici e alcuni elementi da installare nel motore per ottenere prestazioni migliori.
Il Bronco vendette bene il primo anno di commercializzazione, con 23.776 esemplari distribuiti sul mercato, e si classificò al secondo posto nella classifica dei SUV compatti, dietro al CJ-5. Questa situazione cambiò nel 1969 con l'avvento del full-size SUV Chevrolet Blazer. Mancando una specifica piattaforma per un SUV di queste caratteristiche, il Blazer fu basato su un pianale che era utilizzato per pick-up di grandi dimensioni. Rispetto al Bronco, il Blazer era più grande, più potente e offriva un maggiore comfort oltre a interni più curati. Inoltre, poteva essere accessoriato con diversi optional, tra cui il cambio automatico e il servosterzo. La Ford, per contrastare la concorrenza, ingrandì il motore V8 da 4,7 L di cilindrata e 200 CV di potenza, a 4,9 L e 205 CV, ma questo non bastò a raggiungere il propulsore del Blazer, con i suoi 5,7 L e 255 CV.
Nel 1973 il motore da 2,8 L fu rimpiazzato da un propulsore a sei cilindri in linea da 3,3 L, il servosterzo e il cambio furono disponibili come optional, e le vendite salirono a 26.300 esemplari. Le vendite del Blazer erano però il doppio di quelle del Bronco, e inoltre aveva debuttato lo Scout II, che era catalogabile nella categoria del Blazer. Nel 1974 fu lanciato sul mercato il Jeep Cherokee (SJ), che era più adatto per il guidatore medio rispetto al più “rustico” Bronco. Le basse vendite del Bronco (230.800 esemplari in 12 anni) non permisero grandi investimenti per aggiornare il modello, che restò quasi identico fino al 1978, cioè fino all'anno del lancio della seconda generazione, che era più somigliante al Blazer. L'ultimo anno di produzione di questa prima serie del Bronco vennero venduti 14.546 esemplari.

## Seconda serie (1978-1979)
La riprogettazione del Bronco del 1978 era basata sul pick-up F-100. Esso disponeva di un tetto rimovibile e di un divano posteriore abbattibile similmente al Blazer, e possedeva molti componenti del telaio, del gruppo motopropulsore e della carrozzeria in comune con l'F-100. Inoltre, l'intera sezione frontale era indistinguibile da quella dei grossi fuoristrada Ford di quegli anni. Il progetto di revisione del Bronco iniziò nel 1972, ma il suo sviluppo fu modificato a causa della crisi petrolifera del 1973.
Nel 1978 i Bronco erano equipaggiati fanali anteriori tondi (ad eccezione dell'allestimento RangerXLT), ma l'anno successivo questi vennero sostituiti da proiettori sigillati.
Il motore era da 5,75 L di cilindrata, e come optional era disponibile un propulsore da 6,6 L. L'assale posteriore da 9 pollici e quello anteriore, che era un Dana 44, erano compresi nell'equipaggiamento standard, insieme alle balestre per le sospensioni posteriori.
Il Bronco di questa seconda generazione era commercializzato prevedendo la scelta tra la trazione integrale permanente (che utilizzava una scatola di rinvio a catena), oppure la trazione integrale inseribile (che prevedeva una scatola di rinvio a ingranaggi), che era più comune.
Questa serie di Bronco mantenne anche il portellone e il lunotto di un unico pezzo, che mutuò dalla serie precedente. Il lunotto si poteva abbassare elettricamente grazie a un interruttore posto fuori dal veicolo oppure montato sul cruscotto. Questo meccanismo però cagionava problemi per alcuni acquirenti, che lamentavano un problema di surriscaldamento o di rottura del motorino elettrico a causa del peso del vetro. I clienti si lamentavano anche delle infiltrazioni d'acqua che causavano l'arrugginimento del portellone. Nonostante ciò, questo meccanismo fu mantenuto fino al 1996.
Nel 1979 venne introdotta la marmitta catalitica insieme ad altri componenti atti a ridurre le emissioni inquinanti.
I motori disponibili furono due, entrambi V8. Il primo possedeva una cilindrata di 5,75 L, mentre il secondo di 6,6 L. I cambi disponibili erano invece tre, due manuali a quattro velocità e uno automatico a tre rapporti. Quest'ultimo era il Ford C6, mentre i primi due erano il Borg-Warner T-18 e il New Process NP435.

## Terza serie (1980-1986)
Il Bronco fu oggetto di una più profonda rivisitazione nel 1980, che coincise con la riprogettazione anche della F-Series. Il nuovo Bronco era più corto e aveva subìto cambiamenti nel gruppo motopropulsore, nelle sospensioni e in altri componenti meccanici. Quello più importante, fu la sostituzione dell'assale rigido della seconda serie con una Dana 44 Twin Traction Beam. Quest'ultimo era una sospensione anteriore indipendente ibrida, dove l'avantreno ad assale rigido, che ruotava attorno al differenziale, era accoppiato a molle elicoidali, queste ultime in sostituzione delle balestre. Questo sistema garantiva un migliore controllo del mezzo e un elevato comfort, sia sulle comuni strade che su terreni sconnessi, ma penalizzava l'escursione della ruota, ed era noto per essere difficile da gestire quando venivano montati pneumatici di misure maggiori rispetto a quelle previste di serie.
Con un Bronco di minori dimensioni, rispetto a quelle della serie precedente, e considerando l'economia di carburante, la Ford offrì come motore base un sei cilindri in linea da 4,9 L di cilindrata. Sebbene questo propulsore avesse una coppia maggiore di quella del motore V8 da 4,95 L, e paragonabile a quella del V8 da 5,75 L (entrambi i propulsori citati erano offerti per il Bronco), le prestazioni del motore erano limitate da un carburatore a corpo singolo e da un solo collettore di scarico. Il motore da 5,75 L era offerto in due versioni, 351W e 351M. Nel 1984 furono aggiunti dei sistemi elettronici per il controllo delle emissioni inquinanti, e questo limitò ulteriormente le prestazioni del motore a sei cilindri in linea. Nel 1985 ci fu l'introduzione dell'iniezione; il primo motore su cui venne montata fu quello da 4,95 L. Nello stesso anno venne anche introdotto il cambio automatico a quattro velocità con overdrive. I cambi disponibili erano il Borg-Warner T-18 manuale quattro velocità, il New Process NP435 manuale quattro rapporti, il Tremec RTS OverDrive automatico quattro velocità e l’AOD automatico quattro rapporti. L'allestimento Eddie Bauer iniziò a essere disponibile dal 1985.
Per quanto riguarda i loghi, dal 1982 la Ford tornò all'uso di quello ovale blu in sostituzione della dicitura "F O R D" sul cofano motore. Gli specchietti retrovisori esterni elettrici furono offerti per la prima volta nel 1981; i classici specchietti quadrati e la regolazione elettrica vennero tolti nel 1986.

## Quarta serie (1987-1991)
La quarta serie arrivò nel 1987, con la carrozzeria e il gruppo motopropulsore del Bronco che furono oggetto di una revisione, anche se questa nuova serie derivava anch'essa dai Ford F-Series. Il nuovo corpo vettura più aerodinamico seguiva la tendenza inaugurata dalla Ford nel 1987, che nell'anno rivisitò tutti i suoi modelli. Nel 1988 tutti i Bronco vennero venduti con l'iniezione elettronica, che fu introdotta sui Bronco nel 1985 sul motore V8 da 4,95 L di cilindrata. Gli altri propulsori disponibili furono il sei cilindri in linea da 4,9 L, e il V8 da 5,75 L, che aveva sigla 351W.
Nel 1991 fu in vendita la serie speciale che commemorava il 25º anniversario del lancio del Bronco, che prevedeva l'applicazione, tra l'altro, di loghi speciali ed era chiamata Silver Anniversary. Questa serie prevedeva anche verniciature speciali in rosso o grigio, e interni in pelle rossa. Dal 1991 al 1992 fu anche disponibile un'altra serie speciale, denominata Nite, che era simile alla F-Series; gli esemplari prodotti il primo anno sono relativamente rari. Tutti i Bronco erano costruiti a Wayne, nel Michigan, nelle stesse linee produttive dell'F-150. Questa generazione di Bronco venne anche assemblata in Venezuela.
Nel 1987 venne aggiunto, tra gli optional dei Bronco con motore da 4,95 L, il cambio manuale a cinque velocità M5OD-R2 della Mazda. Dal 1988 al 1989 i Bronco con motore 351W ebbero in dotazione il cambio automatico a tre velocità Ford C6. Nel 1990 fu montata di serie, sui Bronco con motore 351W e con propulsore da 4,9 L, il cambio automatico a quattro velocità E4OD con overdrive. Il cambio automatico a quattro velocità AOD fu invece installato, dal 1987 al 1990, sui Bronco con motore da 4,95 L. Dal 1991 quest'ultimo cambio fu disponibile su tutti i motori.
Il motore V8 e il cambio automatico erano invece di serie sulle versioni Eddie Bauer, Nite e Silver Anniversary
L'altezza di questa generazione di Bronco variava con gli anni di commercializzazione: era 1.880 mm dal 1987 al 1989, e 1.890 mm dal 1989 dal 1991.

## Quinta serie (1992-1996)

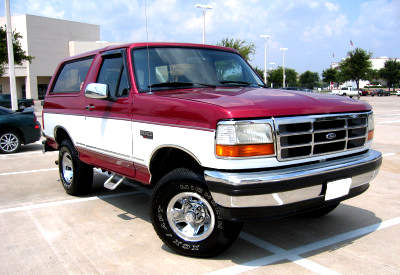
Un Bronco quinta serie con verniciatura a due colori

Il Bronco fu aggiornato, insieme alla Ford F-Series, nel 1992. Il modello venne riprogettato considerando fortemente gli aspetti di sicurezza, e quindi furono previste una zona anteriore a deformazione d'urto, cinture di sicurezza posteriori, una terza luce di stop inglobata nel tetto rimovibile e, dopo il 1994, l'airbag lato conducente. A causa delle luci posteriori e delle cinture di sicurezza, ormai integrate nel tetto, quest'ultimo divenne non più rimovibile per legge.
I cambiamenti esteriori portarono a un frontale dalle linee più pulite, mentre quelli interni a un nuovo cruscotto. Gli specchietti retrovisori elettrici furono nuovamente offerti dal 1992, e nel 1996 il Bronco diventò il primo veicolo ad incorporare gli indicatori di direzione negli specchietti.
Questa serie di Bronco venne costruita sia negli Stati Uniti che in Venezuela. L'altezza del veicolo variò in base agli anni di produzione: fu di 74,5 pollici dal 1992 al 1994, e 74,4 dal 1995 al 1996.
I cambi disponibili furono l'M5OD-R2 della Mazda, che era manuale a cinque rapporti, l'AOD-E a quattro velocità e l'E4OD, anch'esso a quattro rapporti. Questi ultimi due erano automatici.
I motori offerti erano tre. Il più piccolo era un sei cilindri in linea da 4,9 L di cilindrata, mentre gli altri due erano dei V8 da 4,95 L e 5,75 L.

## Il Bronco Centurion

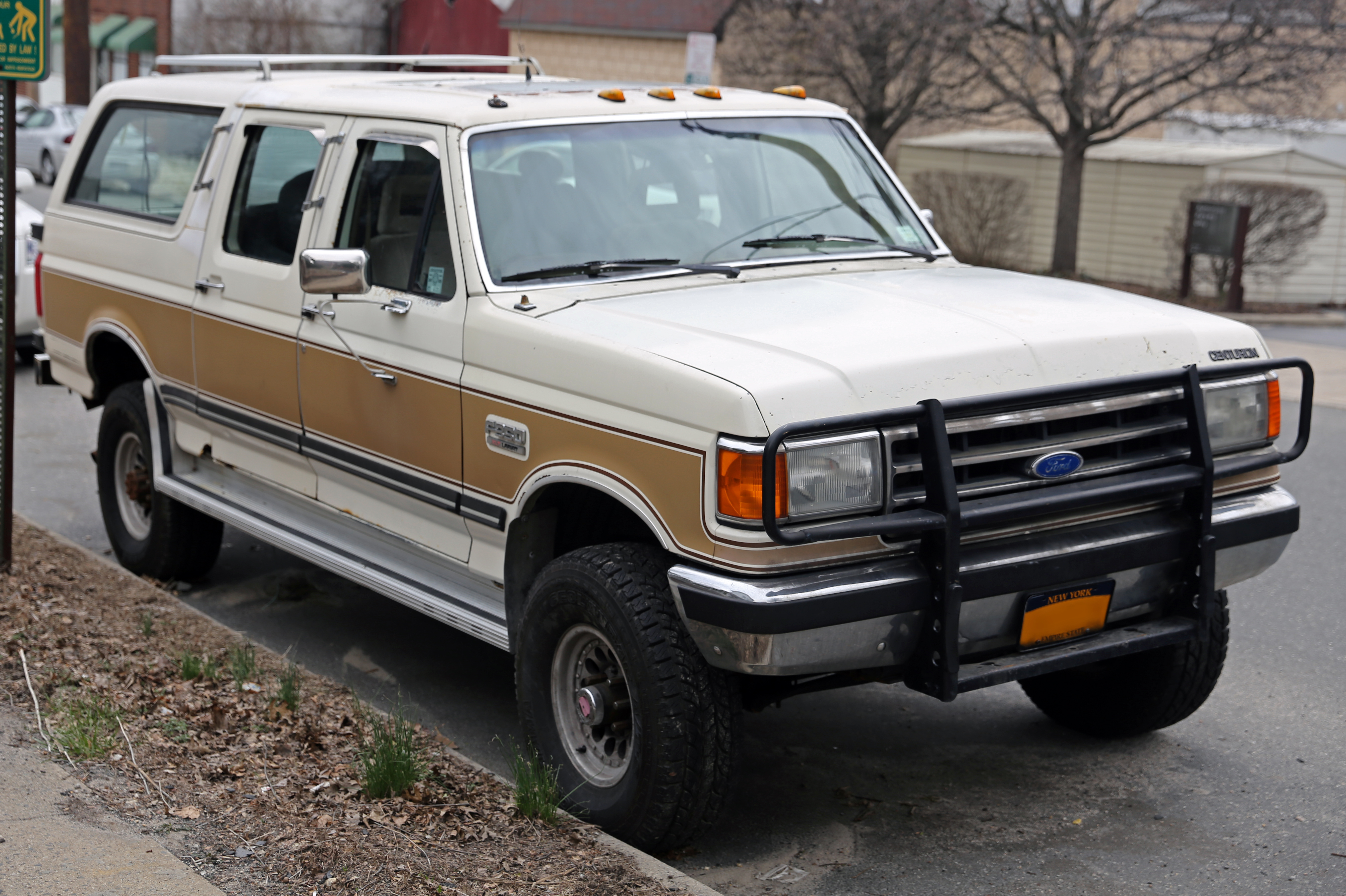
Un Ford Bronco Centurion

Durante la quarta e la quinta generazione (prodotte dal 1987 al 1996), il modello fu anche venduto dai concessionari Ford in una versione modificata a quattro porte, che era simile al Ford Excursion e al Chevrolet Suburban. Questi Bronco a quattro porte venivano convertiti dalla Centurion Vehicles di White Pigeon, Michigan. La conversione consisteva in un nuovo abitacolo più spazioso, simile a quello dei grossi SUV della F-Series, con portellone posteriore del Bronco e tettuccio in vetroresina. Inoltre, era aggiunta, come optional, una terza fila di sedili che poteva essere trasformata in un letto. La seconda fila di sedili aveva in dotazione una TV con VCR.
Questa versione di Bronco era conosciuta come Bronco Centurion, e possedeva la base meccanica del pick-up F-350. Il Bronco Centurion era offerto con diverse motorizzazioni. Erano disponibili due motore a benzina, con cilindrata di 5,8 L e 7,5 L, e un propulsore Diesel sovralimentato da 7,3 L. Il Bronco Centurion aveva installato un rilevatore radar.
I Bronco Centurion sono considerati come prodotti dell'aftermarket. La Ford introdusse un SUV a quattro porte nel 2000.

## La fine della produzione
A metà del 1996 la Ford annunciò ufficialmente la fine della produzione del Bronco. L'ultimo esemplare di Bronco uscì dalle catene di montaggio il 12 giugno 1996, e fu scortato dal Bronco del 1970 di Jeff Trapp, durante una cerimonia di chiusura.
Il Bronco fu sostituito dal Ford Expedition, che soddisfece la domanda di SUV a quattro porte, la quale era la preminente sul mercato. Questo nuovo SUV fu in competizione con il Chevrolet Tahoe e il Chevrolet Suburban.

## Il concept del 2004

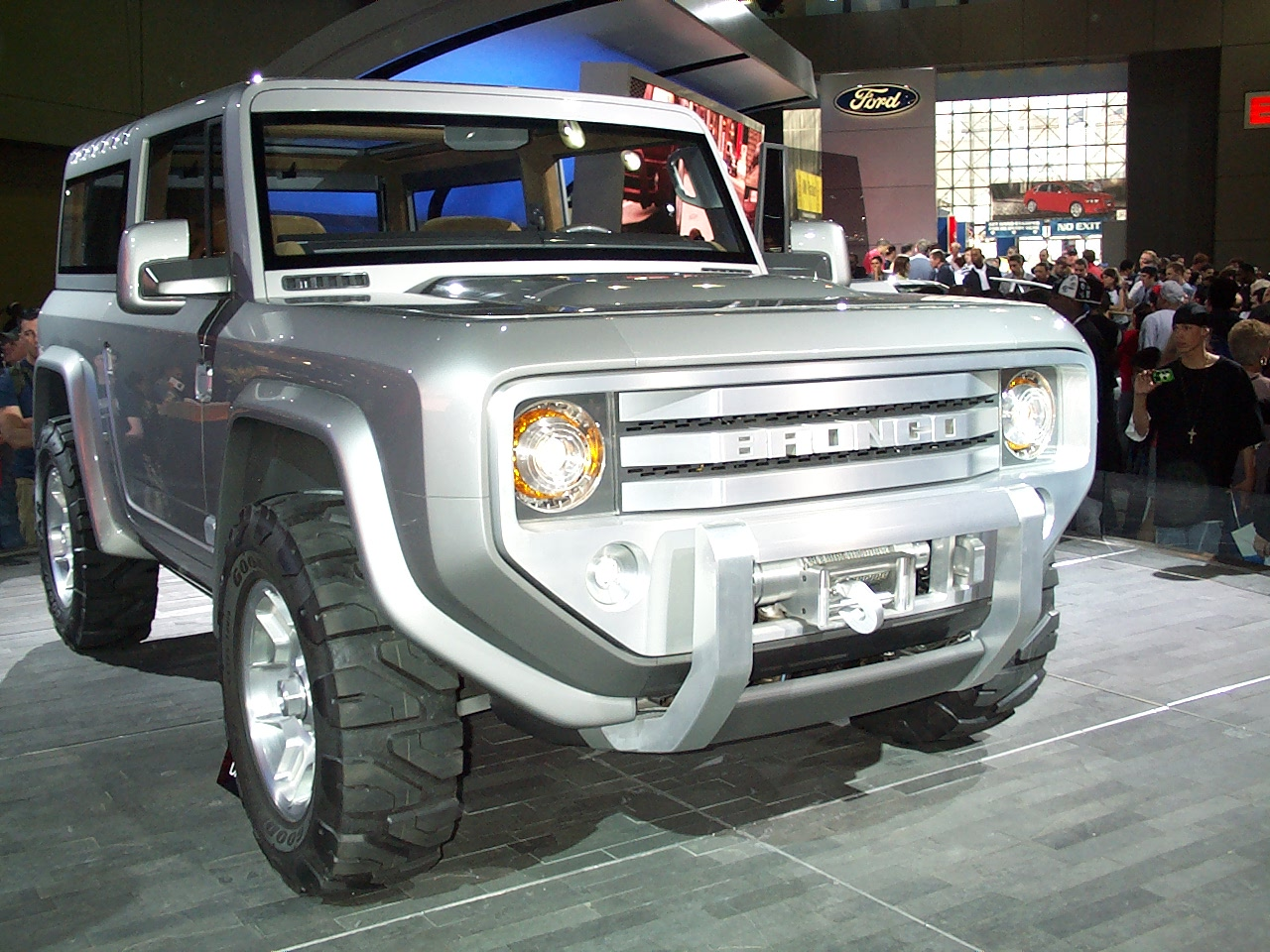
Il Ford Bronco concept al salone dell'automobile di New York del 2004

Nel 2004, al salone dell'automobile di New York, venne presentato il Ford Bronco concept. Alcune caratteristiche di questo SUV, come la forma del tettuccio, il passo corto, i fanali anteriori tondi, richiamavano il Bronco prodotto di serie. A differenza di quest'ultimo, il Bronco concept aveva però un motore Diesel a quattro cilindri in linea sovralimentato da 2 L di cilindrata con intercooler, e un cambio manuale a sei rapporti. Inoltre, questo concept era costruito sul pianale della Escape. La Ford considerò la messa in produzione del modello, ma non prese mai la decisione definitiva.

## Sesta serie (dal 2021)
Nel 2020 la Ford ha presentato la sesta serie del Bronco, che di fatto è diventata una famiglia di autovetture, con i modelli fuoristrada a 2 porte e 4 porte realizzati con telaio a longheroni separato dalla carrozzeria derivato dal Ford Ranger e il SUV a 5 porte Ford Bronco Sport con telaio monoscocca derivato dal Ford Kuga III. Nel 2021 il primo esemplare di Ford Bronco è stato venduto a 1.075.000 $ durante un'asta di beneficenza.